# Wingspan (igra)
Wingspan je takmičarska, kartična društvena igra iz 2019. godine koju može da igra do 5 igrača.
Igrači su u ulozi ornitologa - ljubitelja i istraživača ptica, koji imaju želju da pronađu i privuku najbolje ptice za svoj rezervat. Međutim to je lakše reći nego uraditi. Svaka ptica je jedinstvena i zahteva dosta nege i pažnje kao i određenu vrstu hrane koja je privlači. Hranjenjem se omogućava da ptice ostanu u rezervatu ali i da se nabave nove. Neke ptice će izleći jaja koja će ostati u staništu i samim tim će proširiti jato.
Igrači koriste kartice koje donose specijalne sposobnosti i unapređenja. Ove sposobnosti u igri Wingspan dolaze u vidu karata koje predstavljaju ptice u vašem rezervatu prirode. Ptice mogu da imaju jednu od tri moguće vrste sposobnosti ili da uopšte nemaju specijalnu sposobnost. Bele sposobnosti se aktiviraju, samo jednom, kada se ptica odigra. Ljubičaste sposobnosti mogu da se aktiviraju na protivničkom potezu, ako se ispune određeni uslovi. I na kraju, najčešće i najbolje sposobnosti su braon boje i one se aktiviraju uvek kada iskoristite akciju staništa u kojem je ptica nastanjena. 
Svako stanište je povezano sa jednom akcijom - uzimanje hrane, polaganje jaja ili vučenje novih karata sa pticama. Kada igrač odradi akciju vezanu za stanište možete da aktivira i sve braon akcije njegovih ptica u tom staništu, sa desna na levo. Na kraju igre pobednik će biti onaj ljubitelj ptica koji je uspeo da privuče najređe vrste ptica i koji je napravio najfunkcionalniji rezervat prirode.

## Spoljašnje veze
- Zvanični sajt
- Wirecutter